# Karlo Loekanov
Karlo Todorov Loekanov (Bulgaars: Карло Тодоров Луканов) (Pleven, 1 november 1897 - Sofia, 15 juli 1982), was een Bulgaars politicus.
Karlo Loekanov en zijn vrouw waren actieve leden binnen de Bulgaarse Communistische Partij (BKP) en moesten in de jaren 20 uitwijken naar de Sovjet-Unie. In 1938 werd hun zoon, Andrej Loekanov, geboren.
Na de communistische machtsovername in Bulgarije na de Tweede Wereldoorlog, keerden Karlo Loekanov en zijn gezin naar Bulgarije terug. Loekanov werd lid van het Politbureau van de BKP en van 20 juli 1949 tot 16 januari 1954 was hij voorzitter van de Staatsplanningscommissie. Van 18 april 1954 tot 3 februari 1957 was hij vicepremier. Op 20 augustus 1956 werd hij minister van Buitenlandse Zaken. Hij bleef minister van Buitenlandse Zaken tot 27 november 1962.